# Договор о ненападении между Германией и Латвией
Договор о ненападении между Германским рейхом и Латвией был подписан 7 июня 1939 года в Берлине министром иностранных дел Латвии Вильгельмом Мунтерсом и министром иностранных дел Германии Риббентропом. Договор был очень краток (содержал всего две статьи) — в нём стороны брали на себя обязательство не применять силу друг против друга ни при каких обстоятельствах.
Сообщалось, что в договоре имелась секретная клаузула, согласно которой Латвия обязывалась принять «с согласия Германии все необходимые меры военной безопасности по отношению к Советской России». Однако её существование не подтверждено документально.

## Предыстория
С 1923 года Латвия и Эстония состояли в военно-стратегическом союзе, к которому не присоединили Литву ввиду того, что у неё имелись нерешённые пограничные вопросы с соседями: Польша аннексировала у Литвы Виленский край, а Литва у Германии — Мемель и его окрестности. Таким образом, до 1938 года Литва представляла собой белое пятно в так называемом санитарном кордоне, выстраиваемом Германией против СССР. Литва наладила неплохие отношения с СССР и старалась выстроить отношения с третьими силами.
В 1938 году Польша принудила Литву установить дипломатические отношения, а после Мюнхенского сговора вокруг Чехословакии Германия захватила и Мемельский край. За помощью к СССР Литва обратиться не могла: у стран в то время не было общей границы. В этой ситуации Латвия и Эстония выдвинули доктрину абсолютного нейтралитета. При этом Германия использовала для давления экономические рычаги, поскольку Прибалтика была очень заинтересована в торговле с нею.
В марте 1939 года после немецкого ультиматума по поводу Мемеля и аннексии Германией Мемельланда был заключён договор о ненападении с Литвой. Правительства Великобритании и Франции не выказали протеста, хотя и подписали в 1924 году в Париже конвенцию о признании Мемельского края составной частью Литвы.
Великобритания и Франция затягивали переговоры с СССР, который требовал от них выдать гарантии прибалтийским государствам на случай агрессии против них. Своё согласие выдать такие гарантии эти страны подтвердили лишь 1 июля, когда договоры о ненападении с Латвией и Эстонией уже были подписаны. Тем не менее в форму договоров это так и не было оформлено, поскольку Великобритании и Франции не удалось добиться от Польши согласия обеспечить коридор для прохода советских войск в случае нападения Германии.
В свою очередь, президент США Ф. Рузвельт обратился к Гитлеру и Муссолини с предложением предоставить гарантии безопасности ряду стран, в том числе Латвии и Эстонии, что вызвало у адресатов скептическую реакцию.

## Прогерманский крен Прибалтики
Некоторые историки признают, что после гитлеровской аннексии Чехословакии прибалтийские страны стали склоняться под протекторат Германии. Так, эстонский исследователь Магнус Ильмярв полагает, что «к 1939 г. в условиях международного кризиса в Европе Латвия и Литва, следуя за эстонским примером поиска убежища под прикрытием риторики нейтралитета, также стали придерживаться внешнеполитической ориентации, которая в наименьшей степени служила национальным интересам этих стран. Мотивируя это страхом ликвидации частной собственности большевистским Советским Союзом, правительства Эстонии, Латвии и Литвы возложили все свои надежды на нацистскую Германию как наиболее мощного оппонента большевизма».
22 апреля 1939 года представительные прибалтийские делегации с участием высшего генералитета выехали на юбилей Гитлера, тогда и началась проработка пактов о ненападении, ранее обговорённых с Польшей и Великобританией. В стадии подготовки был договор с Данией, а пакт Молотова —  Риббентропа был последним в череде подобных пактов. Целью Германии выступало создание в Прибалтике плацдарма для нападения на Советский Союз и превращение её в буфер для вмешательства СССР в случае вторжения Германии в Польшу. Германия также хотела помешать влиянию западных держав (Великобритании и Франции) и СССР на прибалтийские государства. СССР стремился этого не допустить.
Германия предложила заключить договоры о ненападении Эстонии, Латвии, Финляндии, Дании, Норвегии и Швеции 28 апреля 1939 года. Швеция, Норвегия и Финляндия отказались. Проекты договоров были готовы в начале мая, но подписание было отложено дважды, поскольку Латвия запрашивала уточнения. При этом министр иностранных дел Латвийской Республики Вильгельм Мунтерс заверял Германию, что дислокация латвийской армии свидетельствует, что «мы вообще никогда в военном отношении не ориентировались иначе, как только против Востока».
22 мая правительство Латвии устроило в Риге празднества в честь 20-летия «освобождения Риги от большевиков», на деле осуществлённого силами балтийского ландесвера, на которые прибыла крупная германская делегация. Латвийский политик Маврик Вульфсон, очевидец событий, расценил это как «вызов не только большинству антигермански настроенного населения Латвии, но и западным союзникам».

## Заключение договора
Германия обязывалась оказывать помощь союзникам «в той мере, насколько они сами не в состоянии это сделать», что по сути представляет собой скрытый военный протекторат. Латвия и Эстония отказывались впредь от англо-франко-советских гарантий. Кроме того, договор был асимметричным в сравнении с действовавшим договором с СССР: если второй автоматически считался расторгнутым при нападении одной из сторон на какую-либо страну, то первый сохранял свою силу и в этом случае.
Официально договор был преподнесён как шаг к защите Латвии от Германии, после чего следует налаживать отношения с СССР. Советский Союз заключение договоров в Латвией и Эстонией крайне встревожило, тем более, что своим появлением в Мемеле Гитлер показал, что может ввести свои войска и в другие страны Прибалтики.

Эстония и Латвия подписали с Германией пакты о ненападении. Таким образом, Гитлеру удалось без труда проникнуть вглубь слабой обороны запоздалой и нерешительной коалиции, направленной против него.
— Черчилль У. Вторая мировая война. — М., 1997. — Т. 1. — С. 181.
Срок договора составлял десять лет, с автоматическим возобновлением на новый десятилетний период, с одной лишь оговоркой, что договор потеряет силу в случае прекращения действия договора о ненападении между Германией и Эстонией, заключённого в тот же день.
На следующий день посланники Латвии и Эстонии были приняты Гитлером и обсудили сотрудничество в экономической сфере.
Карлис Улманис ратифицировал договор 21 июня 1939 года, а 24 июля того же года он вступил в силу.